# Вышинский, Евгений Евгеньевич
Евгений Евгеньевич Вышинский (19 июля 1873 — 1920) — генерал-лейтенант, командир 13-го лейб-Гренадерского Эриванского Царя Михаила Феодоровича полка, Георгиевский кавалер. Военный востоковед, занимался изучением Закавказья и Турции.

## Образование
- Сувалкская классическая гимназия.
- Военно-училищный курс при Московском пехотном юнкерском училище (1894).
- Николаевская академия Генерального Штаба (1900; по 1-му разряду).

## Служба в Императорской армии

На службу вступил 23.09.1892. юнкером рядового звания в Московское пехотное юнкерское училище. Выпущен подпоручиком (ст. 08.08.1894) в 24-ю артиллерийскую бригаду. Поручик (ст. 07.08.1897).
Окончил Николаевскую академию Генерального Штаба (1900; по 1-му разряду).
Штабс-Капитан (ст. 06.05.1900).
Состоял при Кавказском ВО. Обер-офицер для поручений при штабе Кавказского ВО (08.01.1901-17.04.1905).
Капитан (ст. 14.04.1902).
Цензовое командование ротой отбывал в 3-м Кавказском стрелковом батальоне (08.11.1904-08.11.1905).
Подполковник (ст. 17.04.1905).
Штаб-офицер для поручений при штабе Кавказского ВО (17.04.1905-09.03.1906). Старший адъютант штаба Кавказского ВО (09.03.1906-08.10.1908).
Цензовое командование батальоном отбывал в 13-м л-гренадерском Эриванском полку (19.05.-28.09.1908).
Секретарь Российского консульства в Эрзеруме (08.10.1908-09.05.1914).
Полковник (ст. 06.12.1909).
Делопроизводитель Главного управления Генерального Штаба (ГУГШ) (с 09.05.1914).
Участник Первой мировой войны. Командовал 13-м л-гренадерским Эриванским полком Кавказской гренадерской дивизии.
Генерал-майор (пр. 19.02.1916; ст. 05.06.1915).
Дежурный генерал штаба Кавказской армии (на 13.10.1916). Позднее помощник генерал-квартирмейстера Кавказской армии. Начальник штаба Кавказской армии (с 09.06.1917).
С 1918 года — начальник штаба Армянского корпуса.
Реляция о награждении Георгиевским оружием Командира лейб-Эриванцев:

Генерал-Майор Евгений Вышинский, дежурный генерал Штаба армии, за то, что состоя Командиром 13 Лейб-Гренад. Эриванского Царя Михаила Феодоровича полка, в бою 2 июня 1915 года у Любачева, с потерею позиции соседними частями, под натиском противника, удержался под сильнейшим неприятельским огнём на занимаемой позиции на левом берегу реки Завадовки, чем вполне обеспечил общий отход.— "Русский Инвалид" № 290 от 30 октября 1916 г.

### Награды
- Орден Св. Станислава 3-й ст (1903);
- Орден Св. Анны 3-й ст. (1906);
- Орден Св. Станислава 2-й ст. (ВП 25.01.1908);
- Орден Св. Анны 2-й ст. (1911);
- Георгиевское оружие (ВП 13.10.1916);
- Орден Св. Георгия 4-й ст. (ВП по Кавказ. фр. от 13.05.1918 № 95).

## Семья
- супруга Анна Оттоновна Вышинская (сконч. в эмигр.1939 г.),
- дочь И. Е. Вышинская
- сын Б. Е. Вышинский